# Санкт-Паулі (футбольний клуб)
Футбольний клуб Санкт-Паулі (нім. Fußball-Club St. Pauli) — німецький професійний футбольний клуб із однойменного району Гамбурга.
Загалом клуб 7 разів здобував право грати у Бундеслізі.

## Історія

### Перші роки
Дата заснування ФК «Санкт-Паулі» — 15 травня 1910 року, але по-справжньому самостійною команда стала в 1924-му, коли була виділена зі складу спортивного товариства Hamburg-St. Pauli Turnverein 1862" («Гімнастичне товариство Гамбург-Санкт-Паулі 1862»). Аж до закінчення Другої світової війни Санкт-Паулі був «командою-ліфтом», що кочувала зі змінним успіхом між першою і другою лігами. Однією з причин такої нестабільності було те, що команда просто не мала тренера.

### Роки після війни
Перші два сезони після закінчення війни (1945/46-1946/47) клуб виступав в Міській Лізі Гамбурга. Наступні 16 сезонів (1947/48 — 1962/63) «Пірати» грали в дивізіоні Оберліга Норд. Потім було зниження в класі в дивізіон Регіональліга Норд (сезони 1963/64-1973/74), а три наступних сезони (1974/75 — 1976/77) команда провела в новоствореній Другій Бундеслізі Норд. І, нарешті, у сезоні 1977/78 команда грає у Першій Бундеслізі і за підсумками сезону посідає 18-те місце, а значить знову знижується у класі. Після свого дебютного сезону в еліті німецького футболу «Санкт-Паулі» ще 6 разів виступали у Бундеслізі. Найтривалішим виступом клубу у вищому дивізіоні були три сезони 1988/89-1990/91. А найбільшим успіхом за цей час стало 10-те місце, зайняте командою у сезоні 1988/89. Починаючи з сезону 2007/08, клуб з Гамбурга виступає у Другій Бундеслізі. За тур до закінчення сезону 2009/2010 Другої Бундесліги, «Санкт-Паулі», посівши друге місце, знову забезпечив собі путівку до найсильнішої ліги німецького футболу.

### 100 років клубу
У 2010 році клуб святкував своє сторіччя. На честь цієї дати учасники фан-клубу 18auf12 записали пісню під назвою One Hundred beers (укр: Сотня пива).

## Фанати
«Санкт-Паулі», незважаючи на відсутність гучних успіхів у своїй історії, має тим часом величезну армію фанатів. Активізація фан-руху команди розпочалася з 1980-х років. У цей час відвідуваність ігор команди стабільно зростає, клуб набуває кістяк свого фан-руху — переважно це мешканці портового району Гамбурга, де клуб проводить свої домашні матчі. У той час, як по всій Європі в навколофутбольні фанатські рухи проникають ультраправі настрої, фанати Санкт-Паулі відкрито позиціонують себе як антифашисти та антирасисти.
Водночас на трибунах команди з'являються прапори із зображенням «Веселого Роджера», яке згодом стає неофіційним символом клубу, а команда отримує прізвисько «Пірати».

## Досягнення
Друга Бундесліга
- Другий призер (3): 1987/88, 1994/95, 2009/10

## Відомі гравці
- Джеральд Асамоа
- Пол Каліджурі
- Торе Педерсен
- Міхаель Грегорич

- Андрій Полунін
- Юрій Савичев
- Гельмут Шен
- Карлос Самбрано